# Jirkov
Jirkov (niem. Görkau) − miasto w Czechach, w kraju usteckim. Według danych z 31 grudnia 2003 powierzchnia miasta wynosiła 1 712 ha, a liczba jego mieszkańców 21 056 osób.

## Demografia
| Rok             | 1970   | 1980   | 1991   | 2001   | 2003   |
| --------------- | ------ | ------ | ------ | ------ | ------ |
| Liczba ludności | 11 395 | 11 980 | 18 229 | 20 717 | 21 056 |

Źródło: Czeski Urząd Statystyczny

## Współpraca
- Brand-Erbisdorf, Niemcy
- Solesino, Włochy